# Bibel des Borso d’Este

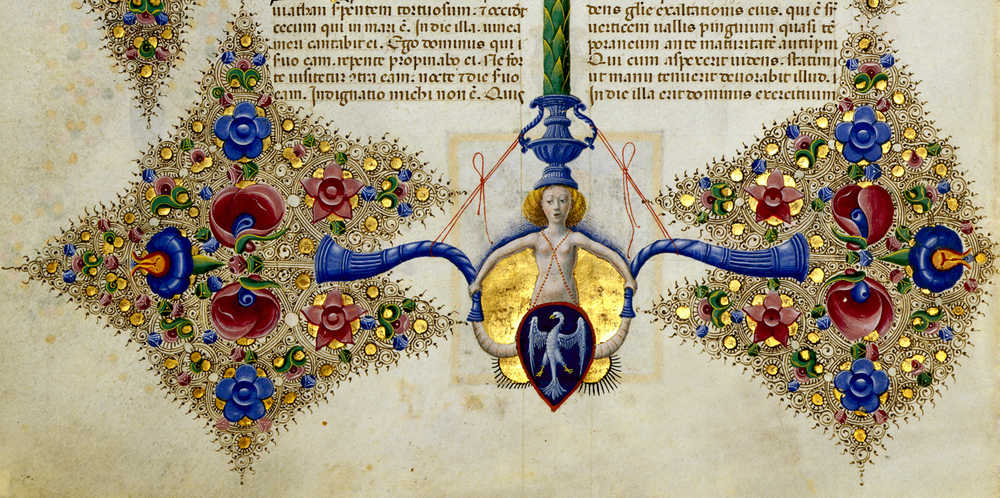
Wappen der Este

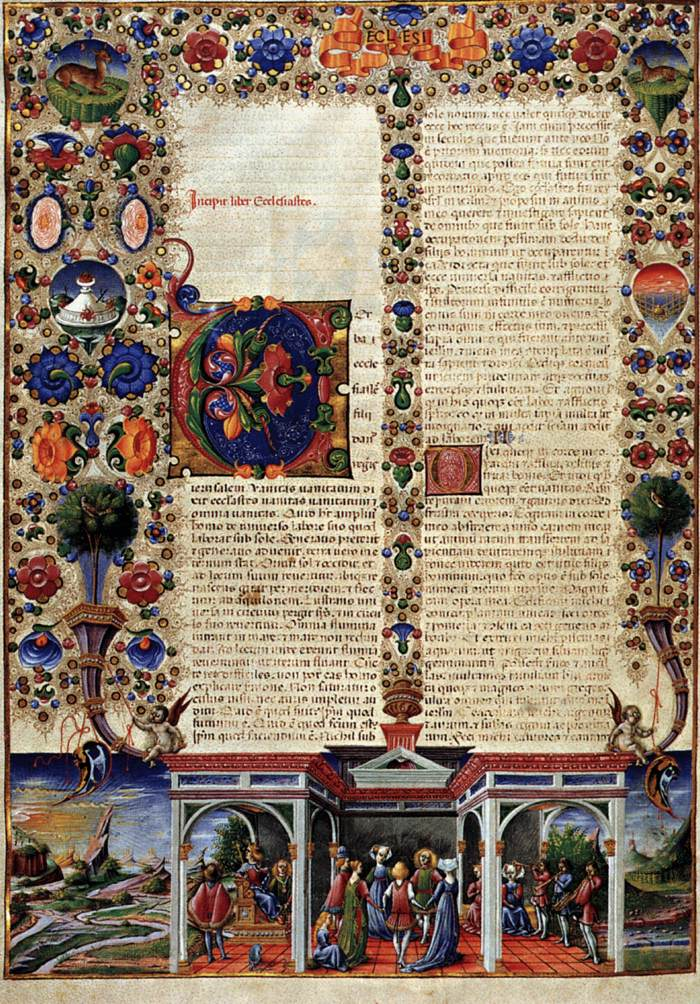
Taddeo Crivelli, incipit dell’Ecclesiaste, Bibel des Borso d’Este, vol. I, Lat. 422 = ms. V.G. 12, c. 280v

Die Bibel des Borso d’Este ist eine bebilderte Handschrift in zwei Bänden. Die Miniaturen, ein Werk von Taddeo Crivelli und anderen, wurden zwischen 1455 und 1461 geschaffen. Das Werk befindet sich in der Biblioteca Estense in Modena am Standort Ms. Lat. 422–423.

## Geschichte
Die Bibel von Borso d’Este ist eine der ausgereiftesten Formen der Renaissance-Miniatur und wurde von einem Team von Künstlern unter der Leitung von Taddeo Crivelli und Franco dei Russi sechs Jahre lang auf Pergament gemalt. Nach dem Ende der Herrschaft wurde sie 1598 von Ferrara nach Modena gebracht, wo es bis zum Ende des Herzogtums im Jahr 1859 blieb. Bei dieser Gelegenheit wurde sie, zusammen mit den wertvollsten Schätzen der Familie, von Franz V. ins Exil mitgenommen. Aus Italien gebracht wurde sie während des Ersten Weltkrieges wiedererlangt, als sie in Paris für 5.000.000 £ von Senator Giovanni Treccani ersteigert wurde, der sie 1923 der Bibliothek von Modena schenkte.

## Beschreibung
Jede Seite der Bibel ist mit einem eleganten Rahmen aus Spiralen und anderen Ornamenten verziert, wobei der Text auf zwei Spalten angeordnet ist. Im Rahmen befinden sich figürliche Szenen, vor allem im unteren Teil, wo man oft perspektivische Darstellungen sehen kann, die auf die Errungenschaften der zeitgenössischen Malerei ausgerichtet sind. Es gibt auch Szenen zwischen den Textspalten, sogar neben den bebilderten Großbuchstaben. In den Spiralen an den Ecken befinden sich oft lebensechte Tiere, die an den höflichen Geschmack erinnern und oft mit heraldischen Bezügen zu Borso und seiner Familie verbunden sind.

## Galerie

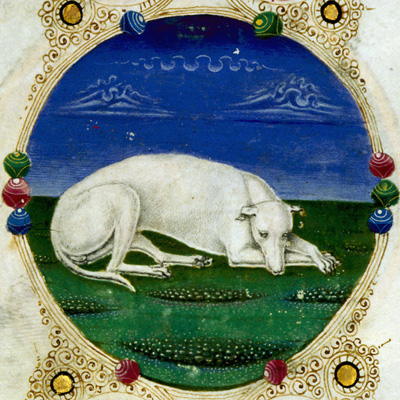
Tiere
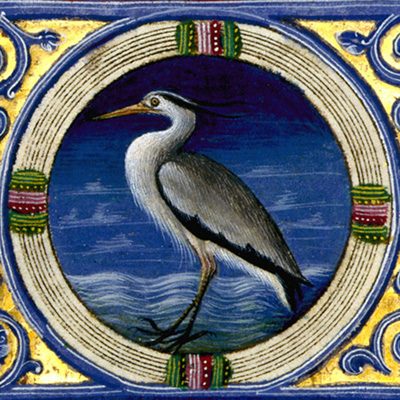
Tiere
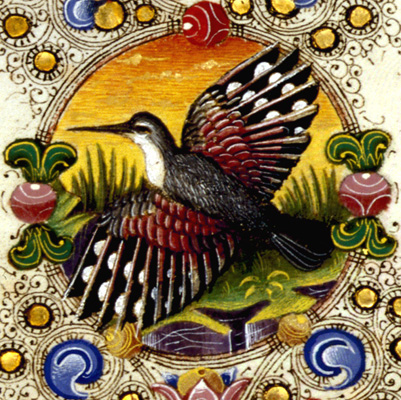
Tiere
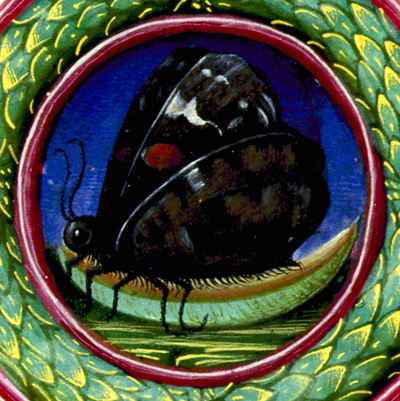
Tiere

## Reproduktion
1925 kaufte der brescianische Unternehmer Giovanni Treccani in Paris die Bibel des Borso d’Este, die an einen amerikanischen Sammler verkauft werden sollte, für eine enorme Summe von 5 Millionen Lire und spendete sie dem Königreich Italien. Auf Initiative des gleichen Mäzens Giovanni Treccani wurden 1937 von Bestetti Edizioni d’Arte in Mailand in Zusammenarbeit mit dem Verleger Emilio Bestetti einige wertvolle nummerierte Reproduktionen dieses Werkes in limitierter Auflage angefertigt, die sich zu einem der wertvollsten Werke der italienischen Druckgrafik entwickelt haben.
1961–1963 wurde eine Faksimileausgabe der Bibel von Borso d’Este von G. Treccani in Zusammenarbeit mit der Banca Popolare di Bergamo und Poligrafiche Bolis herausgegeben.
1996 reproduzierte der auf Luxusausgaben spezialisierte Herausgeber Franco Cosimo Panini, in Zusammenarbeit mit dem Istituto dell’Enciclopedia Italiana, nur 750 nummerierte Faksimile-Exemplare.